# Prezenteism
Prezenteismul este situația în care o persoană are sentimentul că trebuie să meargă neapărat la muncă, chiar dacă persoana respectivă este prea bolnavă, stresată sau distrată pentru a putea fi productivă. Aceeași denumire se aplică persoanelor care au sentimentul că este necesar să rămână la lucru peste orele de program, chiar dacă nu este nevoie.
Această definiție a fost dată persoanelor dependente de muncă de profesorul Cary Cooper, un psiholog specializat în Management Organizațional la Manchester University din Anglia, ca antonim al noțiunii de absenteism.
Faptul că unele persoane sunt la lucru multe ore peste program reprezintă fie o expresie a loialității pentru locul de muncă, fie un mod de a încerca să contracareze riscul pierdrii locului de muncă. Prezenteismul mai poate fi generat de problemele psihosociale ale angajaților, ca probleme financiare, dependența de alcool sau droguri, divorț sau probleme familiale.
În sine, prezenteismul este un aspect negativ care, dacă nu este prevenit, minimizat sau gestionat corect, poate duce la apariția unei serii de probleme în rândul angajaților, cum ar fi depresia, dependența de alcool, droguri sau medicamente, cafea, tutun, dulciuri, supramuncă sau sporturi extreme, boli profesionale, accidente de muncă, care au ca urmare o creștere corespunzătoare a cheltuielilor medicale pentru tratamente și recuperare.
Una din metodele de reducere a prezenteismului constă în reducerea stresului la locul de muncă, prin asigurarea angajaților cu:
- Timpul necesar pauzei pentru servirea prânzului
- Concedii anuale obligatorii
- Diminuarea sau chiar interzicerea lucrului peste programul normal
- Interzicerea luării de lucrări acasă pentru a fi continuate în timpul de refacere sau odihnă.
- Asigurarea concediului medical până la refacerea completă a capacităților fizice, emoționale și mentale
- Aprecierea angajaților care muncesc inteligent și descurajarea celor ce lucrează intens

(Notă: a nu se confunda cu prezenteismul Arhivat în 3 iunie 2009, la Wayback Machine. ca antonim al pozitivismului)